# ناوتو میساوا
ناوتو میساوا (انگلیسی: Naoto Misawa؛ زادهٔ ۷ ژوئیهٔ ۱۹۹۵) بازیکن فوتبال اهل ژاپن است.
از باشگاه‌هایی که در آن بازی کرده‌است می‌توان به باشگاه ورزشی یوکوهاما اشاره کرد.